# Нитрат нептунила(VI)
Нитрат нептунила(VI) — неорганическое соединение,
оксосоль нептуния и азотной кислоты
с формулой NpO2(NO3)2,
растворяется в воде,
образует кристаллогидраты — розовые или коричнево-красные кристаллы.

## Получение
- Способ 1. NpO2 растворяют в концентрированной азотной кислоте, раствор разбавляют до концентрации HNO3 равной 1М и окисляют Np(IV) до Np(VI) пропуская озон, раствор упаривают в вакууме создаваемом масляным насосом при комнатной температуре. Кристаллы нитрата нептунила гексагидрата выпадают в осадок.
- Способ 2. Добавление избытка разбавленной азотной кислоты к оксиду нептуния(VI):

{\displaystyle {\mathsf {NpO_{3}\cdot H_{2}O+2HNO_{3}\ {\xrightarrow {}}\ NpO_{2}(NO_{3})_{2}+2H_{2}O}}}

## Физические свойства
Нитрат нептунила(VI) образует гигроскопичные кристаллы.
Растворяется в воде.
Образует кристаллогидрат состава NpO2(NO3)2•6H2O — розовые или коричнево-красные гигроскопичные кристаллы
ромбической сингонии,

параметры ячейки a = 1,325 нм, b = 0,800 нм, c = 1,140 нм, Z = 4.